# Basilio Pompilj
Basilio Pompilj (ur. 16 kwietnia 1858 w Spoleto, zm. 5 maja 1931 w Rzymie) – włoski duchowny katolicki, wikariusz generalny Rzymu, kardynał.

## Życiorys
Święcenia kapłańskie otrzymał w 1886. Pracował duszpastersko w diecezji rzymskiej do 1904, kiedy to został mianowany audytorem Roty Rzymskiej. 27 listopada 1911 został podniesiony do rangi kardynała diakona Santa Maria in Domnica, a dwa lata później stał się wikariuszem generalnym Rzymu. W tym samym 1913 roku przyjął konsekrację biskupią. Sakry udzielił mu kardynał Antonio Agliardi. 28 maja 1914 podniesiony do rangi kardynała prezbitera z tytułem Santa Maria in Ara coeli. W październiku 1914 został archiprezbiterem bazyliki laterańskiej.
22 marca 1917 spotkał go kolejny awans, tym razem do rangi kardynała biskupa Velletri-Segni. Niedługo przed śmiercią – w 1930 został wicedziekanem kolegium kardynalskiego. Zmarł w Rzymie, pochowany początkowo na Campo Verano. Po dwóch latach jego szczątki przeniesiono do rodzinnej katedry w Spoleto.